# 石田馨

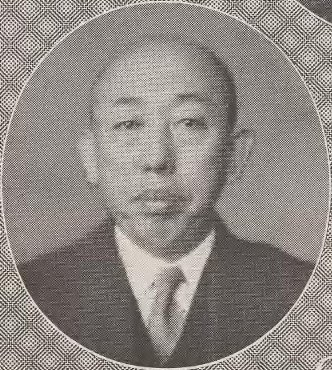
石田馨

石田 馨（いしだ かおる、1885年（明治18年）5月4日 - 1959年（昭和34年）1月26日）は、日本の内務官僚。官選県知事、警視総監。

## 経歴
山口県都濃郡徳山村（徳山町、徳山市を経て現周南市）出身。石田清次の長男として生まれる。徳山中学、第五高等学校を経て、1913年7月、東京帝国大学法科大学法律学科（英法）を卒業。同年11月、文官高等試験行政科試験に合格し、同年12月、内務省に入り新潟県属となる。その後、新潟県理事官、福岡県視学官、東京府学務課長、青森県警察部長、内務省地方局府県課長、栃木県書記官・警察部長、岡山県書記官・内務部長、警視庁官房主事、警視庁保安部長、京都府内務部長などを歴任。
1929年（昭和4年）7月、宮崎県知事に就任。千葉県知事を経て、1931年（昭和6年）6月、内務省神社局長となる。1935年1月、神奈川県知事に発令。
1936年（昭和11年）には二・二六事件が発生したことを受け、当時の小栗一雄警視総監が事実上更迭（休職）。後任として同年3月、石田が警視総監に就任した。
1945年（昭和20年）4月に高松宮別当、1946年（昭和21年）4月、宮内省御用掛に就任。同年12月に退官した。1947年（昭和22年）11月に公職追放となり、1950年（昭和25年）10月に解除された。1949年（昭和24年）10月に弁護士登録を行った。墓所は青山霊園。

## 著作
- 石田馨述『時局と神社 第1輯』、全国神職会、1934年。

## 家族・親族
- 長男：石田朗（元農林省官吏、岳父は橋本宇一）
- 二男：石田雄（政治学者・東京大学名誉教授）
- 孫：石田浩（政治学者・東京大学名誉教授）
- 孫：石田憲（政治学者・千葉大学教授）
- 岳父（妻の父）：大塚貢（元茨城県知事）[4]
- 娘婿：鈴木俊一（元東京都知事）